# 리히텐슈타인의 국기

리히텐슈타인의 국기 비율 3:5

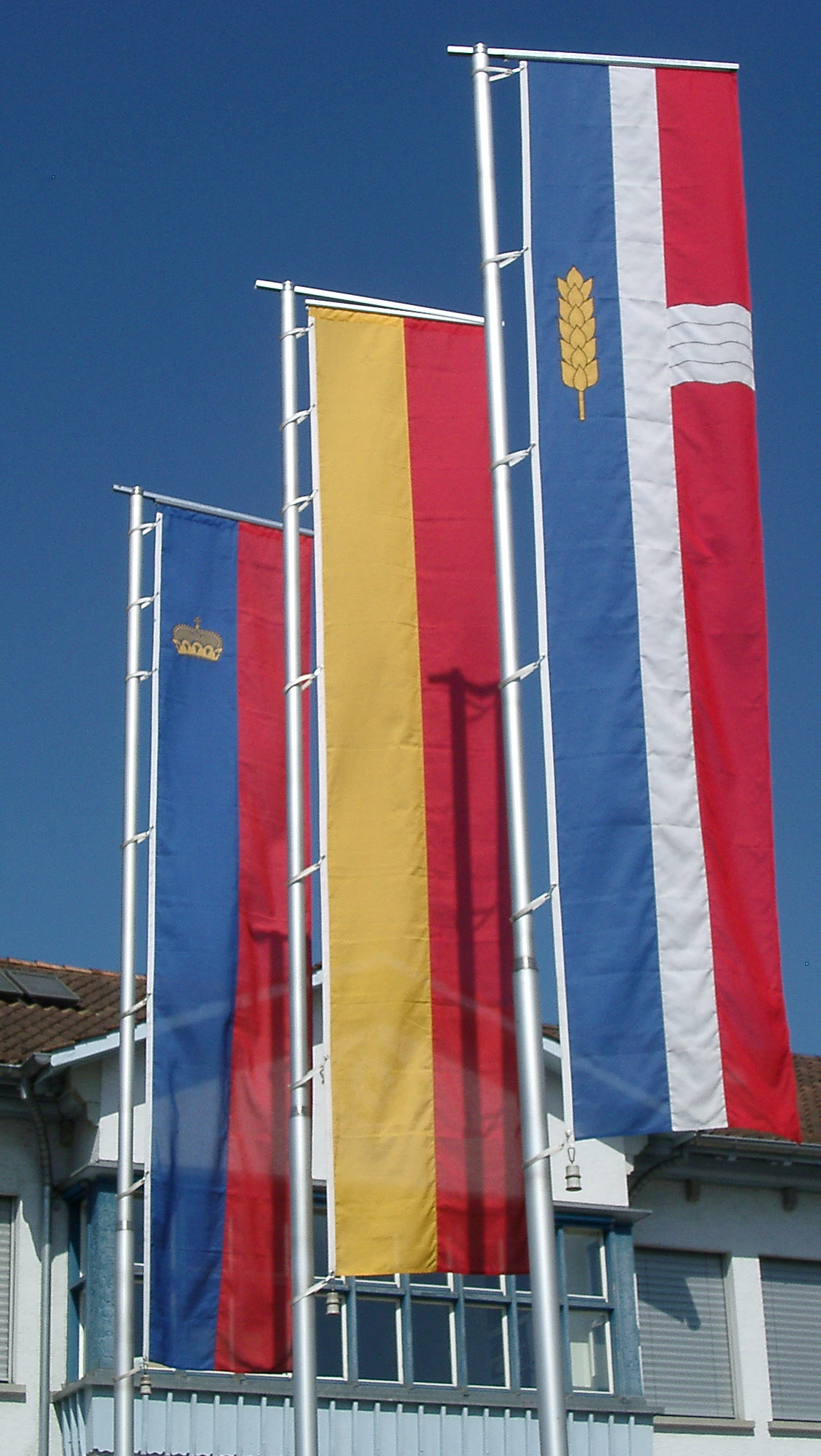
국기를 세로 방향으로 게양할 때에는 왕관 문양이 항상 위쪽을 향하도록 회전해야 한다.

리히텐슈타인의 국기는 파란색과 빨간색 두 가지 색의 가로 줄무늬로 구성되어 있으며 파란색 줄무늬 왼쪽에 금색 왕관이 그려져 있다. 1921년에 제정된 리히텐슈타인 헌법에 따라 공식적인 지위가 부여되었다.

## 의미
파란색과 빨간색은 18세기부터 리히텐슈타인의 공작을 상징하는 색으로 여겨진 색이다. 파란색은 하늘을, 빨간색은 불을 의미하며 금색 왕관은 공작의 지위를 나타내는 것과 동시에 국민과 통치자가 하나가 된다는 것을 의미한다.

## 역사
리히텐슈타인은 1719년에 신성 로마 제국 내에서 공국으로 설립되었고 1866년에 완전한 독립을 얻었다. 이 시기에 파란색과 빨간색은 리히텐슈타인의 국기에 사용되었고 금색과 빨간색으로 구성된 기 또한 일반적으로 사용되었다. 이러한 색상들은 1764년에 요제프 벤첼 1세 공작에 의해 처음 사용되었다.
1921년 10월에 리히텐슈타인에서 새 헌법이 제정되었다.  이 헌법은 파란색과 빨간색으로 구성된 국기에 "공식적인 지위"를 부여했다. 그런데 그로부터 15년이 지난 1936년 베를린 하계 올림픽에서 아이티의 국기와 리히텐슈타인의 국기를 혼동하는 사고가 일어났다. 이를 계기로 리히텐슈타인 정부는 공작의 지위를 의미하는 왕관 디자인을 국기에 추가하기로 결정했다. 이러한 변화는 리히텐슈타인의 공국 지위 표현, 아이티의 국기와의 구별이라는 2가지 목적을 수행했다. 수정된 디자인은 1937년 6월 24일에 채택되었는데 현재의 국기 디자인은 1982년 6월 30일에 수정되었다.

## 규격과 색상
리히텐슈타인의 국기 규격과 색상은 다음과 같다.

리히텐슈타인의 국기 규격

| 색상 | 파랑               | 빨강                | 금색                 | 검정            |
| ---- | ------------------ | ------------------- | -------------------- | --------------- |
| RGB  | 0–43–127 (#002B7F) | 206–17–38 (#CE1126) | 255–216–61 (#FFD83D) | 0–0–0 (#000000) |

## 그 외의 국기

세로 방향으로 게양된 리히텐슈타인의 국기
리히텐슈타인의 공작기 비율 3:5
리히텐슈타인의 정부기 비율 3:5

## 이전의 국기

리히텐슈타인의 국기 1719년-1852년
리히텐슈타인의 국기 1852년-1921년
리히텐슈타인의 국기 1921년-1937년
리히텐슈타인의 국기 1937년-1982년